# Narnaul
Narnaul (hindi : नारनौल) est une ville indienne du district de Mahendragarh dans l'Haryana.

## Histoire
En 1672, les adeptes de la secte des Satnami, essentiellement constituée d'artisans pauvres (orfèvres, charpentiers, balayeurs...) se révoltent contre le pouvoir moghol. Aurangzeb écrase la rébellion dans le sang.